# Vuolemus Kårsavaggejaure
Vuolemus Kårsavaggejaure, nordsamiska Vuolimus Gorsajávri, är en sjö i Kiruna kommun i Lappland och ingår i Torneälvens huvudavrinningsområde. Sjön har en area på 0,713 kvadratkilometer och ligger 665,2 meter över havet. Vuolemus Kårsavaggejaure ligger i Torne och Kalix älvsystem Natura 2000-område. Sjön avvattnas av vattendraget Kårsajåkka.

## Delavrinningsområde
Vuolemus Kårsavaggejaure ingår i det delavrinningsområde (758466-161343) som SMHI kallar för Utloppet av Vuolemus Kårsavaggejaure. Medelhöjden är 929 meter över havet och ytan är 8,85 kvadratkilometer. Räknas de 5 avrinningsområdena uppströms in blir den ackumulerade arean 65,72 kvadratkilometer. Kårsajåkka som avvattnar avrinningsområdet har biflödesordning 2, vilket innebär att vattnet flödar genom totalt 2 vattendrag innan det når havet efter 491 kilometer. Avrinningsområdet består mestadels av kalfjäll (92 procent). Avrinningsområdet har 0,72 kvadratkilometer vattenytor vilket ger det en sjöprocent på 8,1 procent.